# Medal jubileuszowy „Czterdziestolecia zwycięstwa w Wielkiej Wojnie Ojczyźnianej 1941–1945”
Medal jubileuszowy „Czterdziestolecia zwycięstwa w Wielkiej Wojnie Ojczyźnianej 1941–1945” (ros. Юбилейная медаль „Сорок лет победы в Великой Отечественной войне 1941–1945 гг.”) – radziecki jubileuszowy medal wojskowy i cywilny.
Medal został ustanowiony dekretem Rady Najwyższej ZSRR z 12 kwietnia 1985 roku dla uczczenia 40 rocznicy zwycięstwa w wielkiej wojnie ojczyźnianej. Medal został ustanowiony w dwóch wariantach: wojskowym i cywilnym.

## Zasady nadawania
Zgodnie z dekretem z dnia 12 kwietnia 1985 roku uprawnionymi do otrzymania medalu byli:
- wszyscy żołnierze i cywilne osoby służące w Sił Zbrojnych ZSRR i biorące udział w Wielkiej Wojny Ojczyźnianej, partyzanci, członkowie ruchu oporu, jak również inne osoby, nagrodzone wcześniej Medalem „Za Zwycięstwo nad Niemcami w Wielkiej Wojnie Ojczyźnianej 1941–1945 i medalem „Za Zwycięstwo nad Japonią (otrzymywali medal w wariancie wojskowym)
- pracownikom nagrodzonym wcześniej Medalem „Za ofiarną pracę w Wielkiej Wojnie Ojczyźnianej 1941–1945 lub medalami: „Za obronę Leningradu”, „Za obronę Moskwy”, „Za obronę Odessy”, „Za obronę Sewastopola”, „Za obronę Stalingradu”, „Za obronę Kijowa”, „Za obronę Kaukazu” i „Za obronę Radzieckiego Obszaru Podbiegunowego” (otrzymywali medal w wariancie cywilnym)

Łącznie nadano ok. 11,2 mln medali.

## Opis odznaki
Odznakę stanowi okrągły krążek wykonany z mosiądzu o średnicy 32 mm.
Na awersie w centrum znajduje się pięcioramienna gwiazda na niej umieszczono wizerunki żołnierza, robotnika i kołchoźnicy w tle Wieża Spasska Kremla i fajerwerki. U góry data 1945 – 1985. U dołu wieniec laurowy.
Na rewersie w centrum napis СОРОК ЛЕТ ПОБЕДЫ В ВЕЛИКОЙ ОТЕЧЕСТВЕННОЙ ВОЙНЕ 1941–1945 ГГ (pol. 40-lecie Zwycięstwa w Wielkiej Wojnie Ojczyźnianej 1941–1945). W górnej części napis УЧАСТНИКУ ВОЙНЫ (pol. „Uczestnikowi wojny”) (wariant wojskowy) lub УЧАСТНИКУ ТРУДОВОГО ФРОНТА (pol. „Uczestnikowi frontu pracy”) (wariant cywilny). W dolnej części sierp i młot i wstążka.
Medal zawieszony był na pięciokątnej blaszce obciągniętej wstążką koloru czerwonego o szer. 24 mm, po bokach wąskie paski koloru zielonego, z prawej strony paski na przemian koloru czarnego (3) i pomarańczowego (5).

## Odznaczeni Polacy
Medalem odznaczono ponad 700 Polaków – przedstawicieli władz PRL oraz kombatantów. W związku z uroczystościami 40-lecia Zwycięstwa (9 maja 1985) podczas spotkania w Zarządzie Głównym ZBoWiD „Medal jubileuszowy „Czterdziestolecia zwycięstwa w Wielkiej Wojnie Ojczyźnianej 1941–1945” otrzymali m.in.: Janina Balcerzak (dyrektor Muzeum Historii Polskiego Ruchu Robotniczego), płk Bazyli Braiłowski (przewodniczący Krajowej Rady Polaków – byłych Żołnierzy Armii Radzieckiej), Aleksander Burski, płk Tadeusz Chłopecki, gen. bryg. w st. spocz. Franciszek Cymbarewicz, Edward Duda (b. sekretarz Rady Państwa PRL), gen. dyw. Mieczysław Grudzień, płk w st. spocz. Tadeusz Hankiewicz (były minister pełnomocny PRL w Tiranie), płk w st. spocz. Marian Janic (były dyrektor gabinetu ministra spraw wewnętrznych), Helena Jaworska (działaczka PPR), Antoni Korzycki (były wicepremier), płk w st. spocz. Stanisław Nałęcz-Komornicki, płk w st. spocz.  Jakub Krajewski (były Sekretarz Generalny ZG ZBoWiD), prof. Kazimierz Kąkol (były minister – kierownik Urzędu ds. Wyznań), Władysław Kruczek (były członek Biura Politycznego KC PZPR), Stanisław Kujda (były I sekretarz KW PZPR w Koszalinie), płk w st. spocz. Mikołaj Kałłaur, płk w st. spocz. Ryszard Łapkowski (były attaché wojskowy w Berlinie Wschodnim i Belgradzie), Zygmunt Ładkowski, płk w st. spocz. pil. Witold Łokuciewski (bohater bitwy o Anglię), płk w st. spocz. Bazyli Maksimczuk (weteran 1 Armii WP w ZSRR), gen. dyw. w st. spocz. Mieczysław Moczar (były minister spraw wewnętrznych), prof. Ryszard Nazarewicz, Józef Ozga-Michalski (były wicemarszałek Sejmu PRL), płk w st. spocz. Jan Ptasiński (były wiceminister bezpieczeństwa publicznego i ambasador w ZSRR), płk w st. spocz. Janusz Przymanowski (pisarz), Jerzy Putrament (pisarz), Mieczysław Róg-Świostek (członek Rady Państwa PRL), płk Henryk Sienkiewicz (działacz ZBoWiD), Ludomir Stasiak (były sekretarz Rady Państwa PRL), Henryk Szafrański (członek Rady Państwa PRL), Kazimierz Świtała (szef Kancelarii Sejmu PRL), gen. bryg. w st. spocz. Jan Wyderkowski (b. zastępca dowódcy Warszawskiego Okręgu Wojskowego), płk w st. spocz. Andrzej Zbyszewski (pisarz, b. szef Gabinetu Wojskowego Przewodniczącego Rady Państwa PRL), Wojciech Żukrowski (pisarz, poseł na Sejm PRL).